# نادي إيتابوراي
نادي إيتابوراي لكرة القدم (بالبرتغالية: Associação Desportiva Itaboraí‏) ، هو نادي كرة قدم برازيلي، أسس سنة 1976م.